# Marcusenius dundoensis
Marcusenius dundoensis är en fiskart som först beskrevs av Poll, 1967.  Marcusenius dundoensis ingår i släktet Marcusenius och familjen Mormyridae. IUCN kategoriserar arten globalt som otillräckligt studerad. Inga underarter finns listade i Catalogue of Life.